# Semmering (Niederösterreich)
Semmering ist eine Gemeinde im Bezirk Neunkirchen, an der südlichen Grenze Niederösterreichs zur Steiermark (Österreich) mit 615 Einwohnern (Stand 1. Jänner 2025). Der Hauptort Semmering-Kurort ist ein Höhenluftkur- und Fremdenverkehrsort.

## Geografie
Semmering liegt auf einer Höhe von 985 m ü. A. und hat eine Fläche von 8,65 km². Der Ort liegt an der Scheitelhöhe des Semmering-Passes an der Semmering Schnellstraße S 6, die seit 2004 den Pass und damit den Ort in einem Tunnel unterfährt, und an der Südbahn, hier Semmeringbahn genannt. Der in der Steiermark liegende Nachbarort trägt ebenfalls den Namen Semmering.

### Klima
|                        | Jan  | Feb  | Mär  | Apr  | Mai  | Jun  | Jul  | Aug  | Sep  | Okt  | Nov  | Dez  |   |      |
| Mittl. Temperatur (°C) | −3,6 | −2,5 | 0,3  | 5,1  | 10,2 | 13,1 | 15,2 | 14,6 | 10,4 | 6,2  | 0,9  | −3,1 | ⌀ | 5,6  |
| Mittl. Tagesmax. (°C)  | −0,1 | 1,5  | 4,8  | 10,2 | 15,4 | 18,2 | 20,5 | 20,1 | 15,3 | 10,8 | 4,2  | −0,1 | ⌀ | 10,1 |
| Mittl. Tagesmin. (°C)  | −6,3 | −5,4 | −2,7 | 1,3  | 6,1  | 9,0  | 10,9 | 10,7 | 7,1  | 3,2  | −1,4 | −5,5 | ⌀ | 2,3  |
|                        |      |      |      |      |      |      |      |      |      |      |      |      |   |      |
| Luftfeuchtigkeit (%)   | 76,4 | 70,1 | 65,7 | 58,8 | 61,3 | 62,2 | 59,3 | 61,2 | 65,3 | 67,8 | 77,1 | 81,8 | ⌀ | 67,2 |

| −6,3 |

| −5,4 |

| −2,7 |

| 1,3 |

| 6,1 |

| 9,0 |

| 10,9 |

| 10,7 |

| 7,1 |

| 3,2 |

| −1,4 |

| −5,5 |

| −6,3 |

| −5,4 |

| −2,7 |

| 1,3 |

| 6,1 |

| 9,0 |

| 10,9 |

| 10,7 |

| 7,1 |

| 3,2 |

| −1,4 |

| −5,5 |

### Gemeindegliederung
Semmering besteht nur aus einer einzelnen Katastralgemeinde namens Kurort Semmering.

### Nachbargemeinden
|                     | Breitenstein                                |            |
|                     | Kompassrose, die auf Nachbargemeinden zeigt | Schottwien |
| Spital am Semmering |                                             |            |

## Geschichte

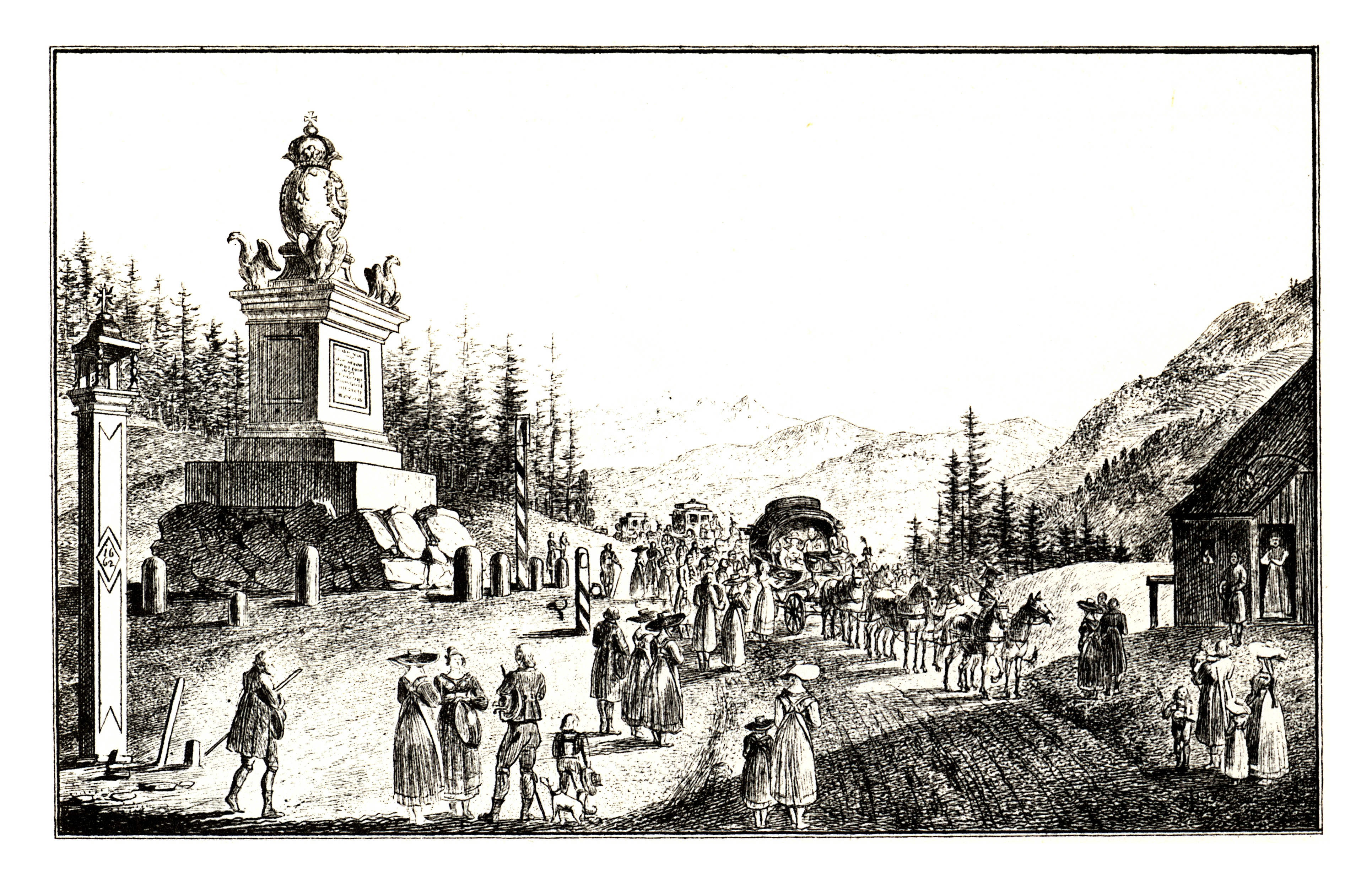
Semmeringpass, 20. August 1825, Kaiser Franz und Karoline auf dem Weg nach Italien, Lith. um 1830, J. F. Kaiser, Graz

Seit dem 19. Jahrhundert ist der Ort ein beliebtes Ferienziel der „feinen Gesellschaft“ Wiens im Sommer. In den Villen des mondänen Kurortes versammelten sich nicht nur der Adel (Kaiser Karl I. verbrachte hier in der Nähe mit seinem Sohn Otto oft die Ferien in der Villa Wartholz), sondern auch die Zweite Gesellschaft sowie Künstler (etwa Oskar Kokoschka, Adolf Loos, Peter Altenberg oder Karl Kraus).
Sie gaben und geben dem Lebensgefühl hier diesen Namen.

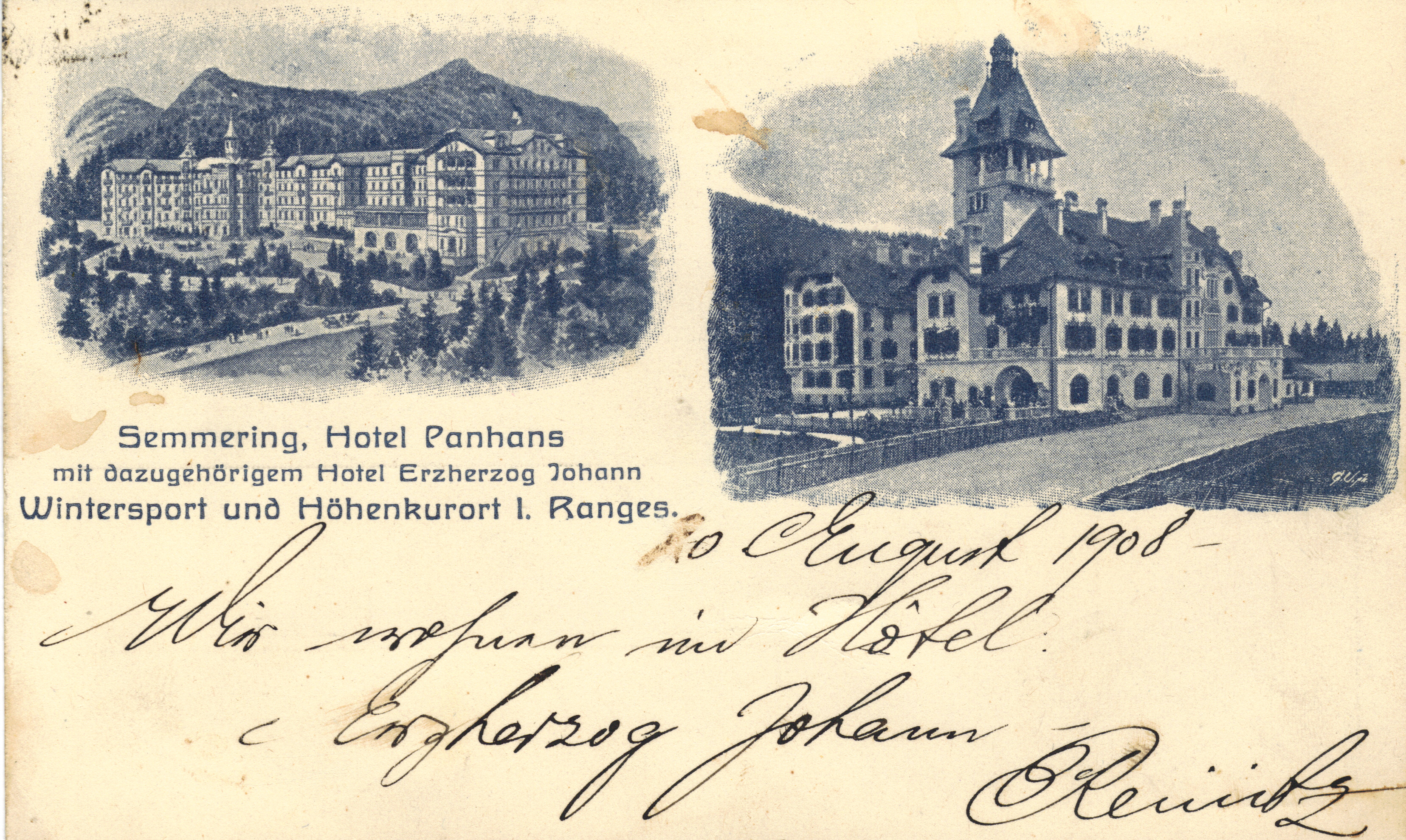
Hotel Panhans und Hotel Erzherzog Johann um 1905

Berühmte Hotels wie das Südbahnhotel (erbaut 1882) oder das Hotel Panhans (erbaut 1888) und das Kurhaus Semmering (erbaut 1909) sowie das Hotel Erzherzog Johann auf der Passhöhe (letzteres 1945 zerstört) waren bis in die Zwischenkriegszeit Magneten für die Touristen und Wanderer. Nach 1945 litt der Kurort unter den Folgen der Kämpfe zu Kriegsende, der sowjetischen Besatzung und am Verlust der großbürgerlich-jüdischen Klientel. Aktuell positioniert er sich vor allem als Wintersportort. Das Hotel Panhans wurde nach Verkauf zahlreicher Appartements als Ferienwohnungen redimensioniert. Das Kurhaus Semmering wurde von einem Investor erworben und soll wieder als Grand Hotel geführt werden. Das Schicksal des Südbahnhotels ist aber – nach Teilsanierung – ungewiss. Ein neuer Eigentümer konzentriert sich im Moment primär auf kulturelle Schwerpunkte, will das Gebäude ab 2025 aber wieder als Hotel nutzen.
Aufgeblüht ist der Ort vor allem mit dem Bau der Eisenbahn über den Semmering, die 1854 eröffnet wurde. Mit ihr war der Semmering vom kaum 80 km entfernten Wien komfortabel zu erreichen, laut einem Plakat des Hotels Panhans von 1920 „in 2 D-Zugstunden“.
Dem mondänen Charakter des Ortes entsprechend versuchte man seine Gäste zu unterhalten. So gab es bereits 1899 das erste Semmering-Bergrennen, eine Motorsportveranstaltung über zehn Kilometer für die damals noch wenig ausgereiften Automobile und Motorräder. Bis 1933 fanden mit einigen Unterbrechungen jährlich Rennen statt, in die Siegerlisten trugen sich so bekannte Namen wie Rudolf Caracciola und Hans Stuck ein. Heute ist der Semmering wohl der beliebteste Austragungsort für Oldtimer-Rallyes und den historischen Motorsport im Wiener Nahgebiet.
In den 1920er und 1930er Jahren fanden mehrere hochrangig besetzte Schachturniere auf dem Semmering statt, unter den Teilnehmern so klingende Namen wie die Schachweltmeister Alexander Aljechin und José Raúl Capablanca, die Schachweltmeisterin Vera Menchik oder die Großmeister Paul Keres, Efim Bogoljubow und Rudolf Spielmann.
Ab dem Anfang der 1930er Jahre bis etwa 1960 zählte das Alpenstrandbad Semmering zu den Attraktionen der Gegend. Seit der Jahrhundertwende ist Semmering auch ein Wintersportort. Heute führen Liftanlagen auf den Hirschenkogel (der wieder den Beinamen Zauberberg erhalten hat). Außerdem finden am Hirschenkogel regelmäßig Weltcup-Skirennen statt.
Im Sommer werden die Liftanlagen am Zauberberg für den Bikepark Semmering, der seit 2006 von Downhill- und Freeride-Mountainbikern befahren wird, genutzt. Die Lifte stehen den Bikern von Mai bis Oktober zur Verfügung. Im Bikepark befinden sich mehrere Strecken mit verschiedenen Schwierigkeitsgraden (u. a. Familystrecke, Freeridestrecke, Downhillstrecke) und zahlreichen Sprüngen, Wurzelpassagen, Steilkurven etc. Darüber hinaus wurde 2006 das erste 24-Stunden Downhillrennen veranstaltet.
Auch sind im Sommer die Aufführungen der Festspiele Reichenau im Südbahnhotel Anziehungspunkt für die Besucher. Im Jahr 2007 erlebte auch Alma, das Stück über Alma Mahler-Werfel, im Kurhaus Semmering zahlreiche Aufführungen. Alma Mahler-Werfel besaß eine Villa am Semmering, und ihre Tochter Anna Mahler hatte sich während eines Aufenthalts im Kurhaus mit ihrem späteren Mann Paul Zsolnay verlobt.
Der Semmering wurde vor allem um 1900 von den Wienern als Naherholungs- und Ausflugsgebiet geschätzt. Auch heute noch sind der Wintertourismus und der Kurtourismus von großer wirtschaftlicher Bedeutung (180.000 Übernachtungen pro Jahr, Tendenz stark steigend).
Am Semmeringpass gelegen, kam dem Ort auch große Bedeutung hinsichtlich des Nord-Süd-Verkehres zu. Die immer stärker zunehmenden Gütertransporte auf der Straße führten dazu, dass eine Untertunnelung des Semmerings geplant und im Jahr 2004 abgeschlossen wurde (Semmering Schnellstraße). Der Ortskern befindet sich derzeit in Umgestaltung, unter anderem wurde dabei auch das im Jahr 2007 geschlossene Restaurant „Erzherzog Johann“ Anfang März 2010 wiedereröffnet.

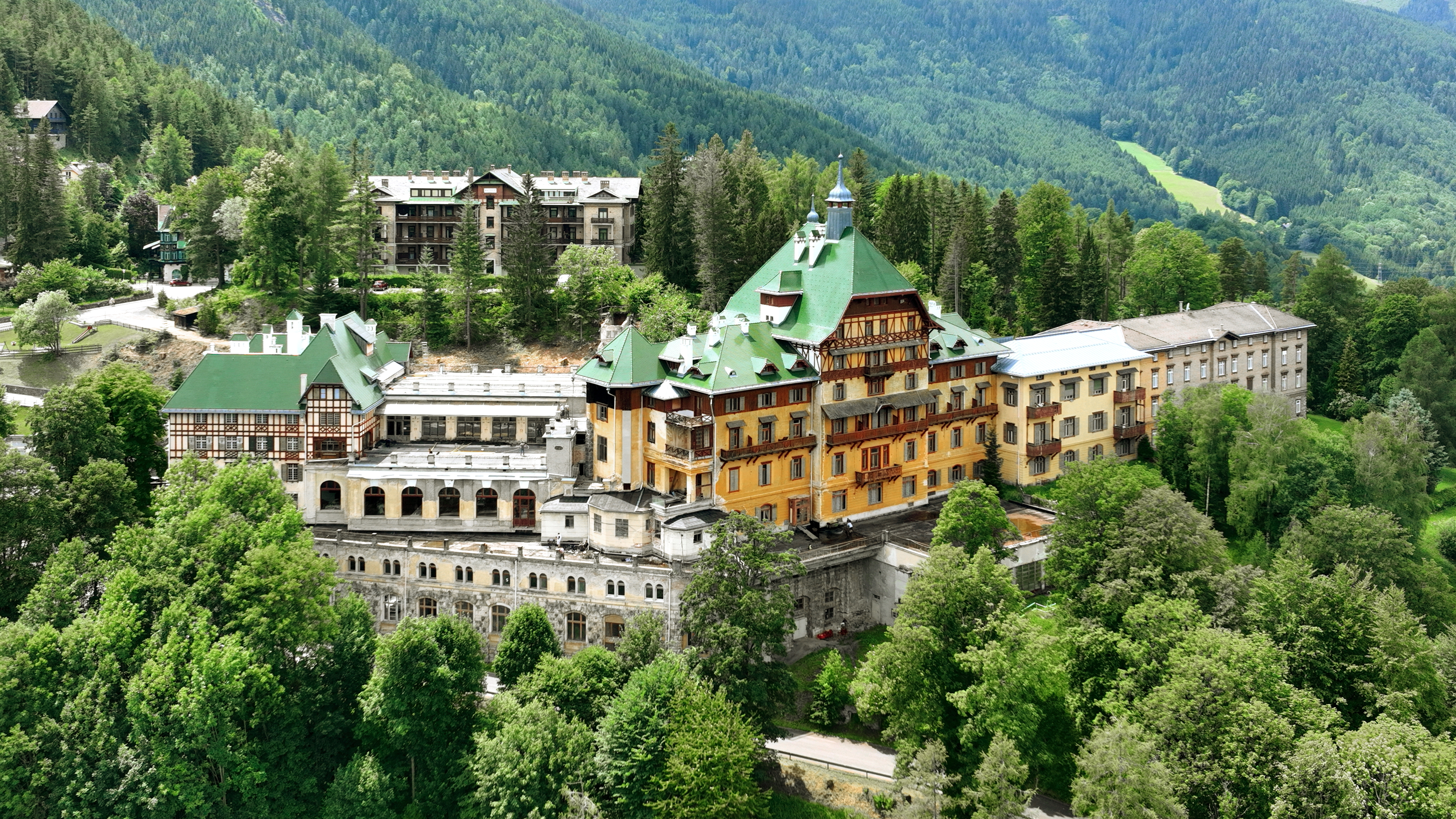
Südbahnhotel
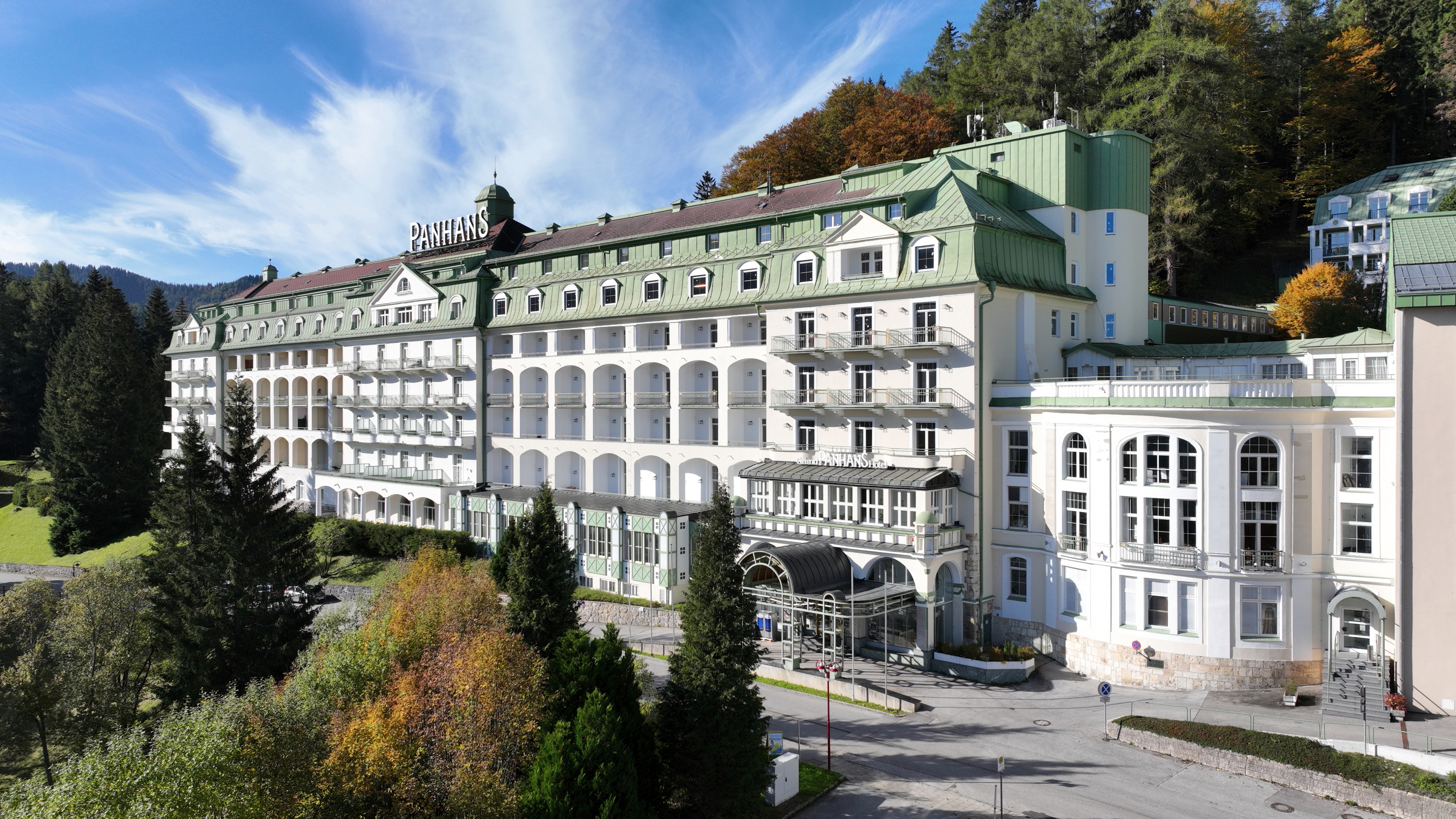
Hotel Panhans, Wahrzeichen der Gemeinde Semmering
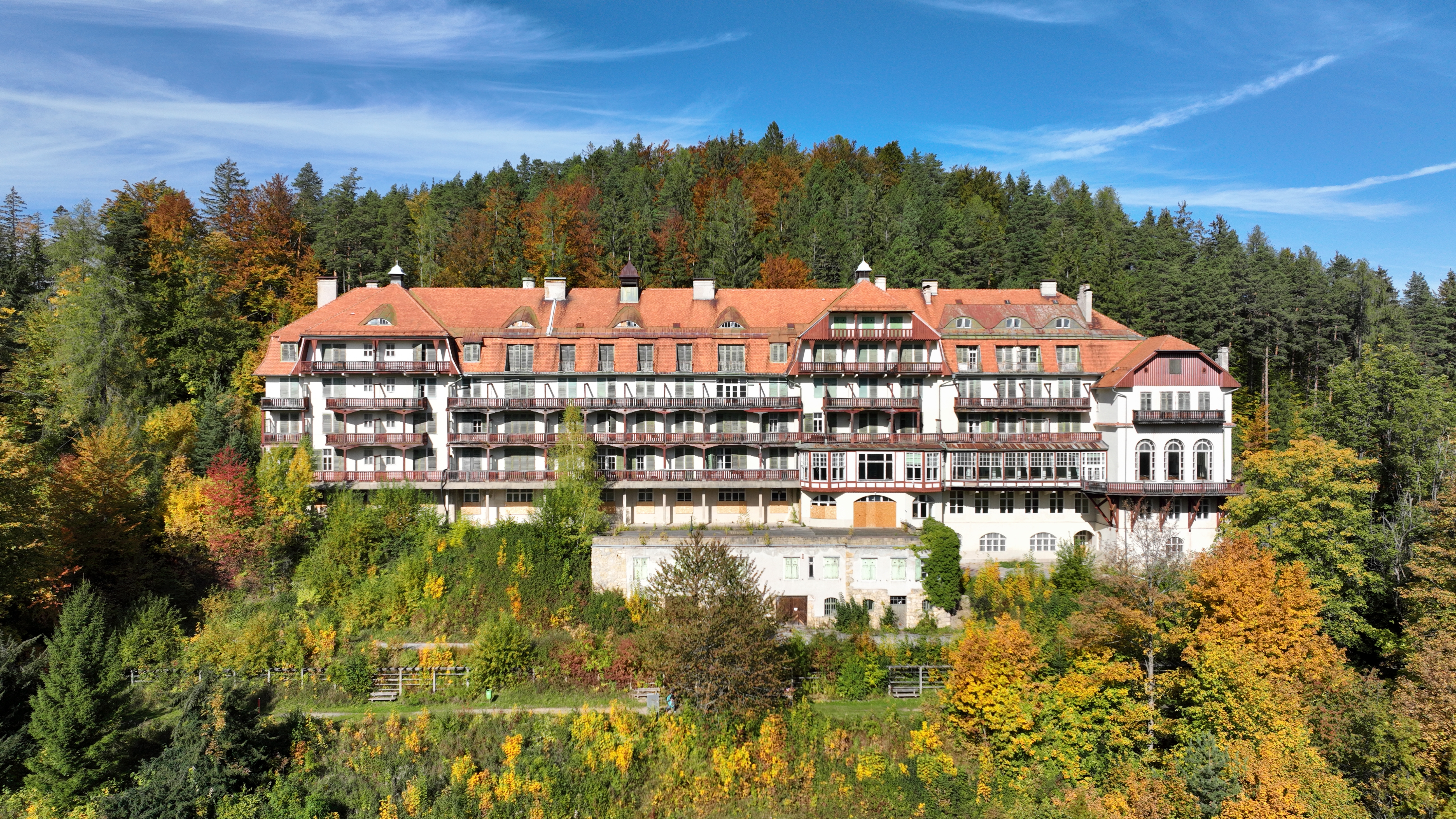
Kurhaus Semmering
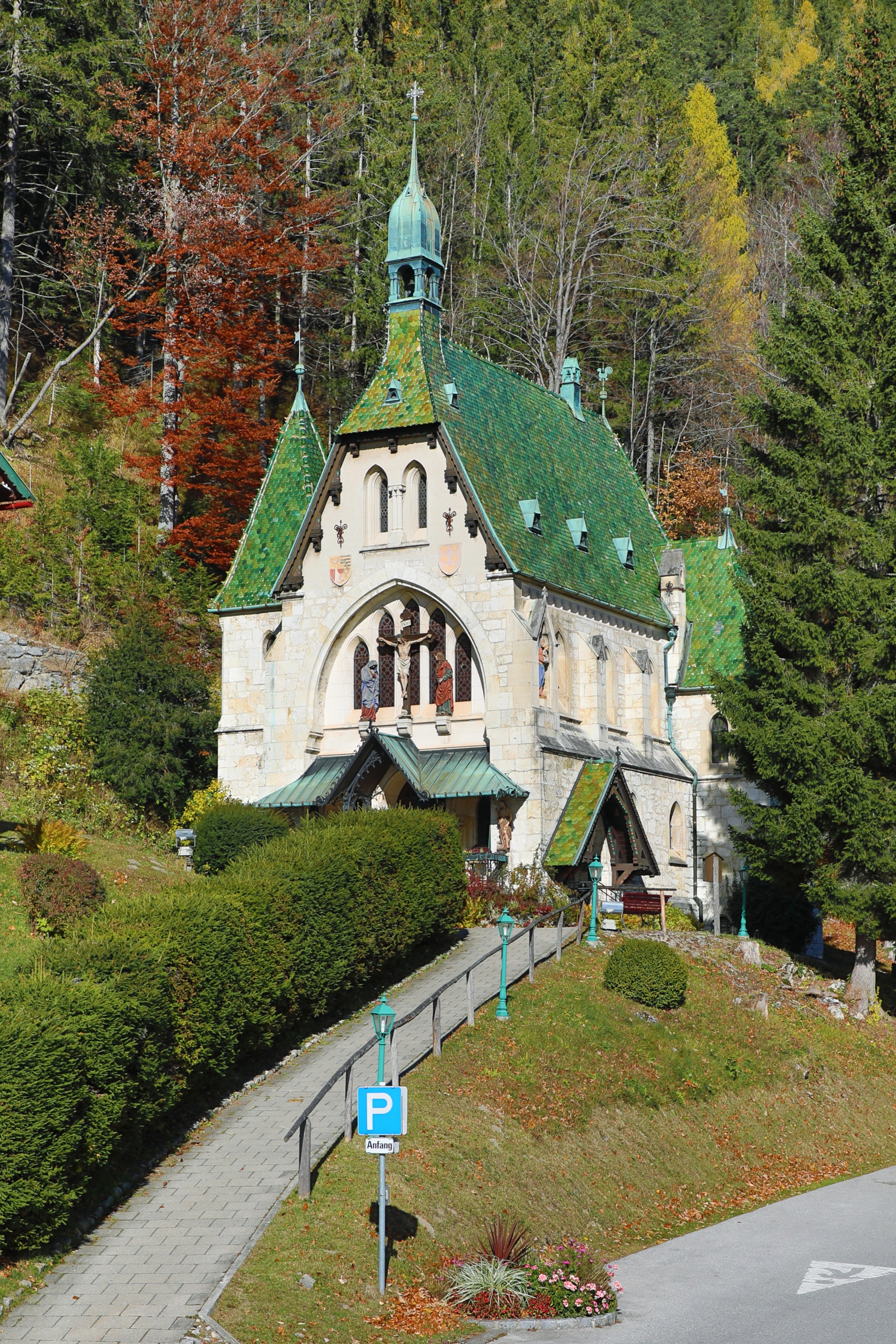
Pfarrkirche zur Heiligen Familie
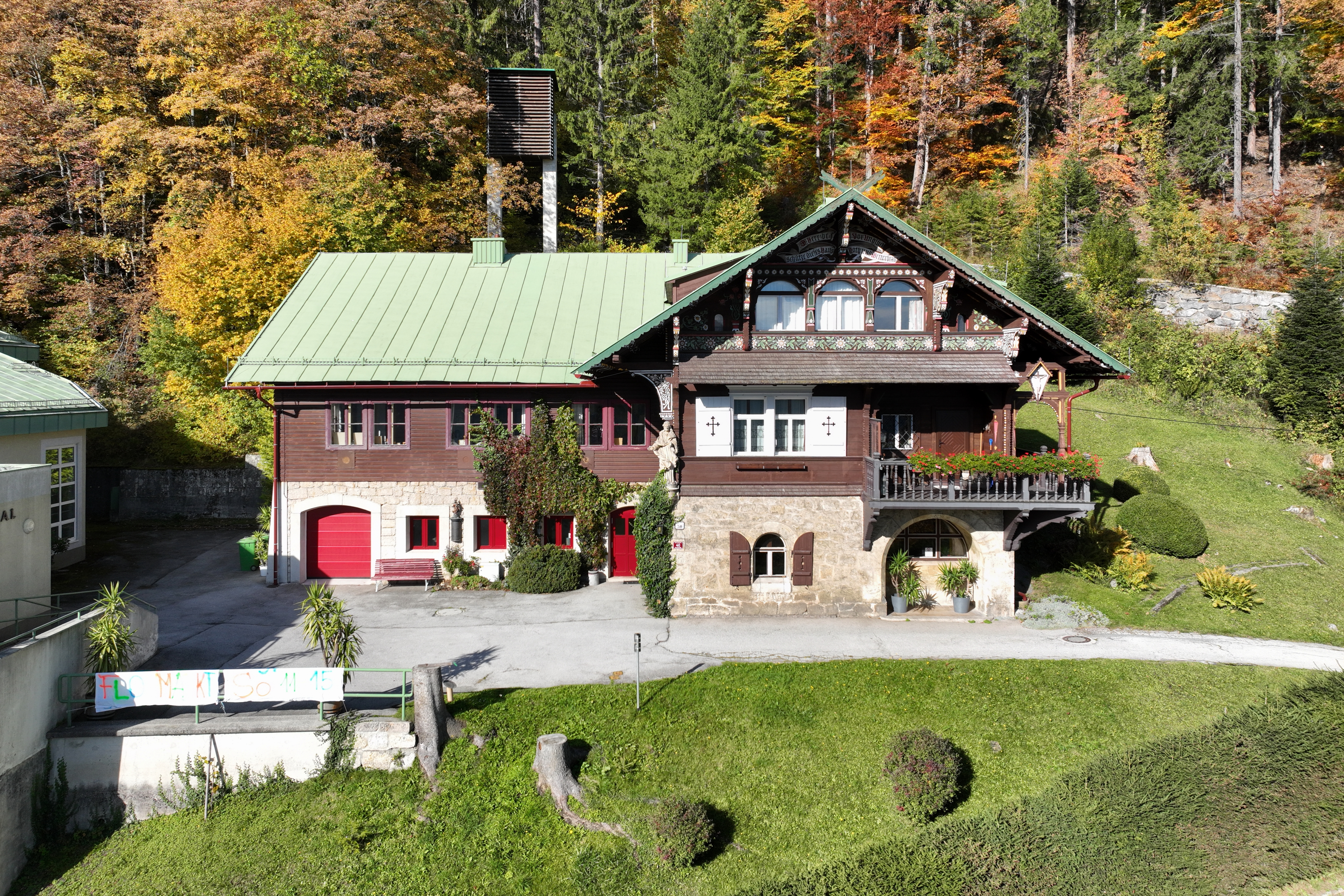
Pfarrhof Semmering

### Bevölkerungsentwicklung
| Semmering: Einwohnerzahlen von 1869 bis 2025        | Semmering: Einwohnerzahlen von 1869 bis 2025 | Semmering: Einwohnerzahlen von 1869 bis 2025 | Semmering: Einwohnerzahlen von 1869 bis 2025 | Semmering: Einwohnerzahlen von 1869 bis 2025 |
| --------------------------------------------------- | -------------------------------------------- | -------------------------------------------- | -------------------------------------------- | -------------------------------------------- |
| Jahr                                                |                                              |                                              |                                              | Einwohner                                    |
| 1869                                                | 1869                                         |                                              | 135                                          | 135                                          |
| 1880                                                | 1880                                         |                                              | 154                                          | 154                                          |
| 1890                                                | 1890                                         |                                              | 245                                          | 245                                          |
| 1900                                                | 1900                                         |                                              | 591                                          | 591                                          |
| 1910                                                | 1910                                         |                                              | 1.398                                        | 1.398                                        |
| 1923                                                | 1923                                         |                                              | 1.816                                        | 1.816                                        |
| 1934                                                | 1934                                         |                                              | 1.742                                        | 1.742                                        |
| 1939                                                | 1939                                         |                                              | 1.428                                        | 1.428                                        |
| 1951                                                | 1951                                         |                                              | 1.374                                        | 1.374                                        |
| 1961                                                | 1961                                         |                                              | 1.313                                        | 1.313                                        |
| 1971                                                | 1971                                         |                                              | 1.016                                        | 1.016                                        |
| 1981                                                | 1981                                         |                                              | 819                                          | 819                                          |
| 1991                                                | 1991                                         |                                              | 730                                          | 730                                          |
| 2001                                                | 2001                                         |                                              | 610                                          | 610                                          |
| 2011                                                | 2011                                         |                                              | 550                                          | 550                                          |
| 2021                                                | 2021                                         |                                              | 521                                          | 521                                          |
| 2025                                                | 2025                                         |                                              | 615                                          | 615                                          |
| Quelle(n): Statistik Austria, Gebietsstand 1.1.2021 |                                              |                                              |                                              |                                              |

### Religion
Nach den Daten der Volkszählung 2001 waren 75,2 % der Einwohner römisch-katholisch, 3,1 % evangelisch, 1,1 % gehörten orthodoxen Kirchen an. 11,8 % der Bevölkerung hatten kein religiöses Bekenntnis.

## Kultur und Sehenswürdigkeiten

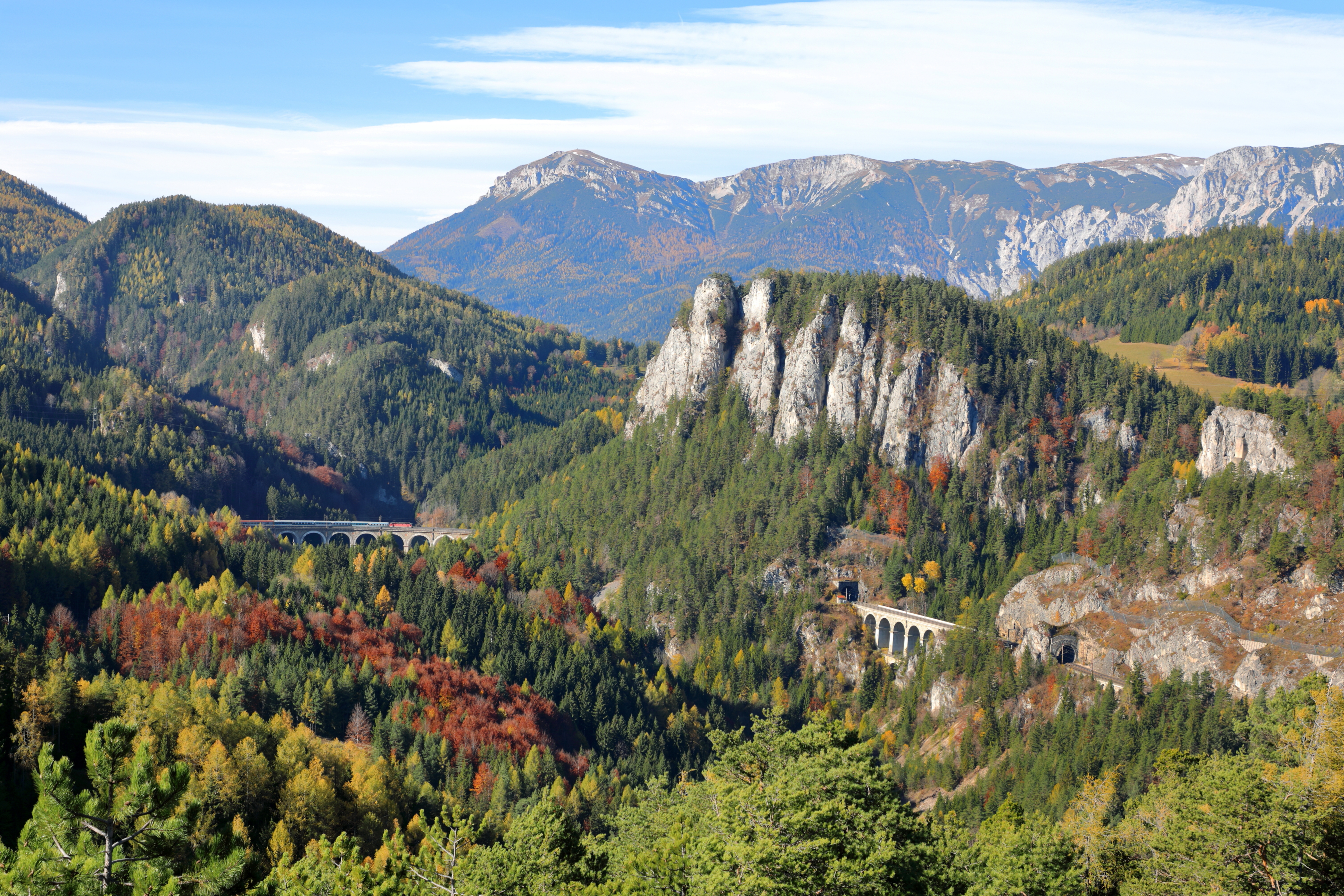
Das „Kernstück“ der 1854 eröffneten Semmeringbahn – die Viadukte und Tunnels im Adlitzgraben bzw. der „20-Schilling-Blick“

- Semmeringbahn: seit 1998 gehört die Semmeringbahn zum Weltkulturerbe der UNESCO
- katholische Pfarrkirche Semmering Heilige Familie
- Ghegadenkmal: das Carl Ritter von Ghega, dem Erbauer der Semmeringbahn, gewidmete Denkmal befindet sich am Bahnhof Semmering
- Nittner-Denkmal: das dem ersten Überflieger des Semmerings, Oberleutnant Eduard Nittner, gewidmete Denkmal befindet sich auf der Passhöhe
- Südbahnhotel
- Kurhaus Semmering
- Villa Antoinette

## Wirtschaft und Infrastruktur

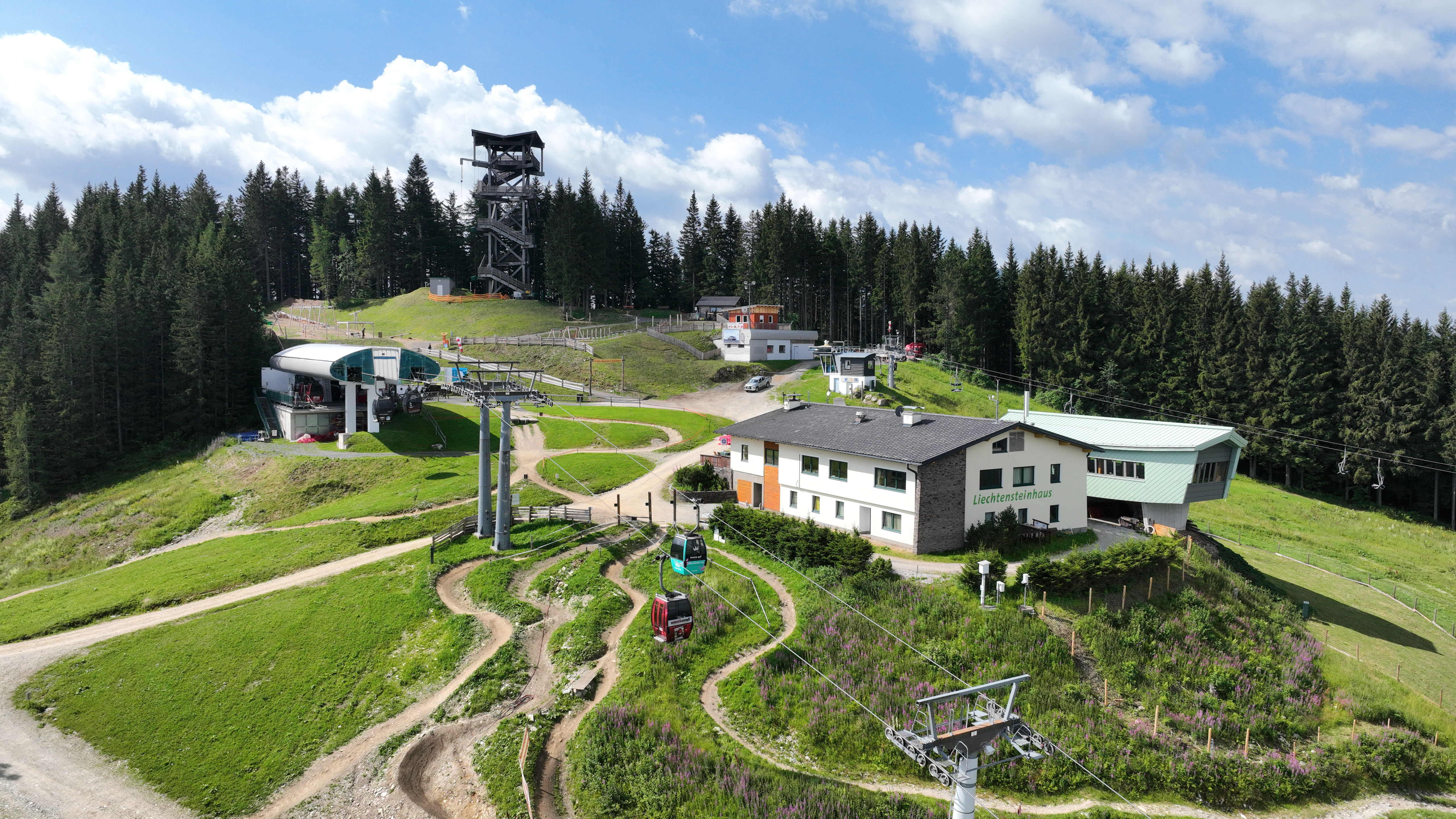
Gipfelbereich des Hirschenkogels; der Hirschenkogel wird touristisch als „Zauberberg Semmering“ vermarktet.

### Verkehr
- Bahn: Der Bahnhof Semmering ist ein wichtiger Haltepunkt entlang der Südbahn. Es halten täglich mehrere Railjets in Richtung Wien bzw. Prag und Graz. Weiters hält einmal am Tag der Eurocity 151 nach Ljubljana. Im Nahverkehr gibt es Regionalzüge in Richtung Mürzzuschlag bzw. Payerbach-Reichenau. Außerdem gibt es in der Früh für Pendler Regionalexpresszüge und ein Schnellzug-Paar Richtung Wien und am Abend Richtung Mürzzuschlag.
- Bus: Es halten Regionalbusse in Richtung Gloggnitz und Mürzzuschlag.
- Straße: Am besten erreicht man Semmering über die Semmeringer Schnellstraße S6 sowie über die Bundesstraße 306.

### Bildung
- Kindergarten

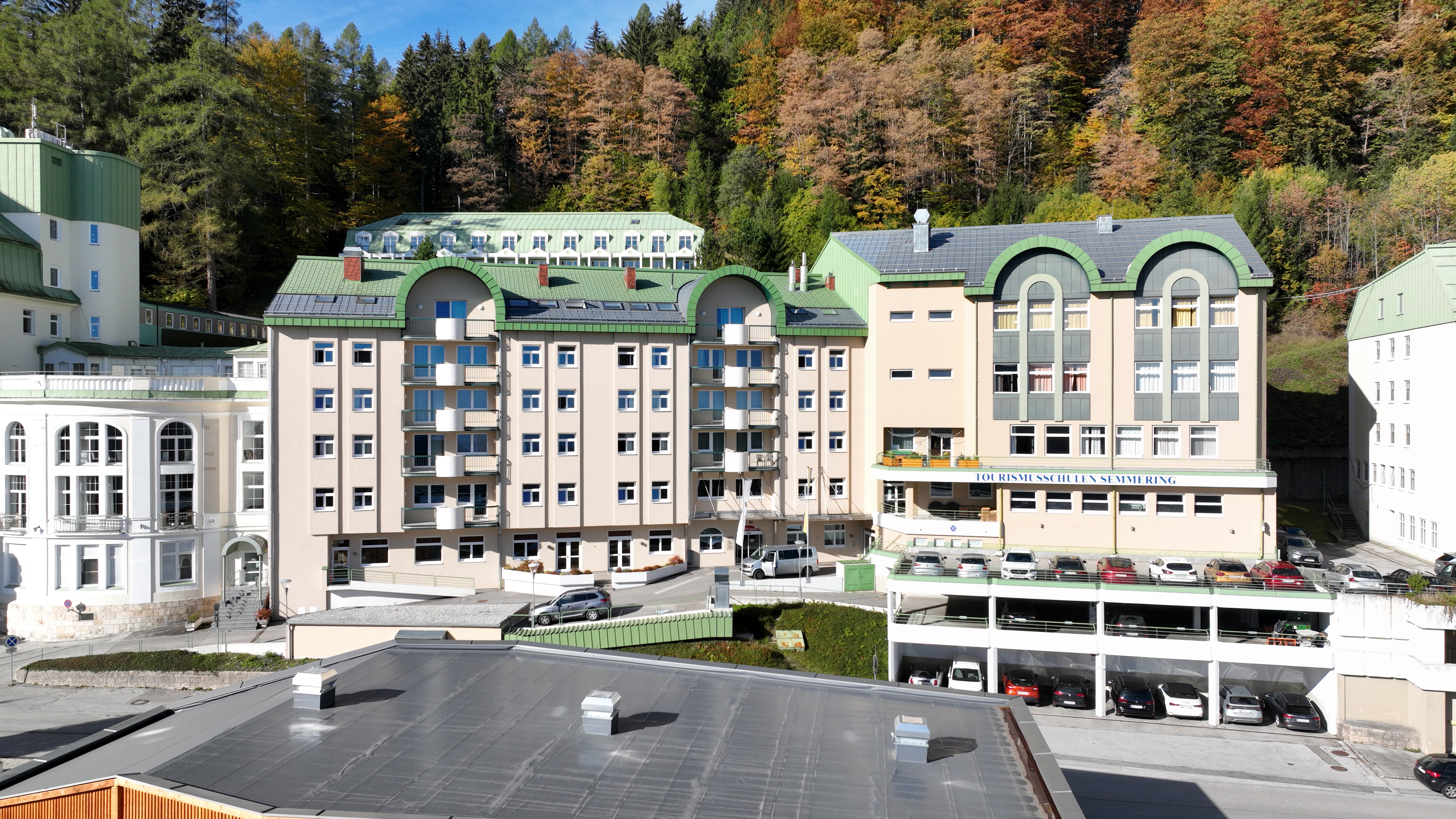
Tourismusschulen Semmering

- ITM International College of Tourism and Management wurde 1986 in Semmering gegründet und 2009 nach Bad Vöslau verlegt.
- Tourismusschulen Semmering

Die Tourismusschule wurde mit dem Schuljahr 1984/85 eröffnet und war zunächst eine Expositur der Tourismusschulen Krems. Die offizielle Eröffnung der Hotelfachschule Semmering fand am 29. Oktober 1984 im Rahmen der Panhans-Revitalisierung statt. Das angeschlossene Lehrhotel wurde in den vorangegangenen zwei Jahren um rund 2,5 Millionen Euro umgebaut.

## Politik

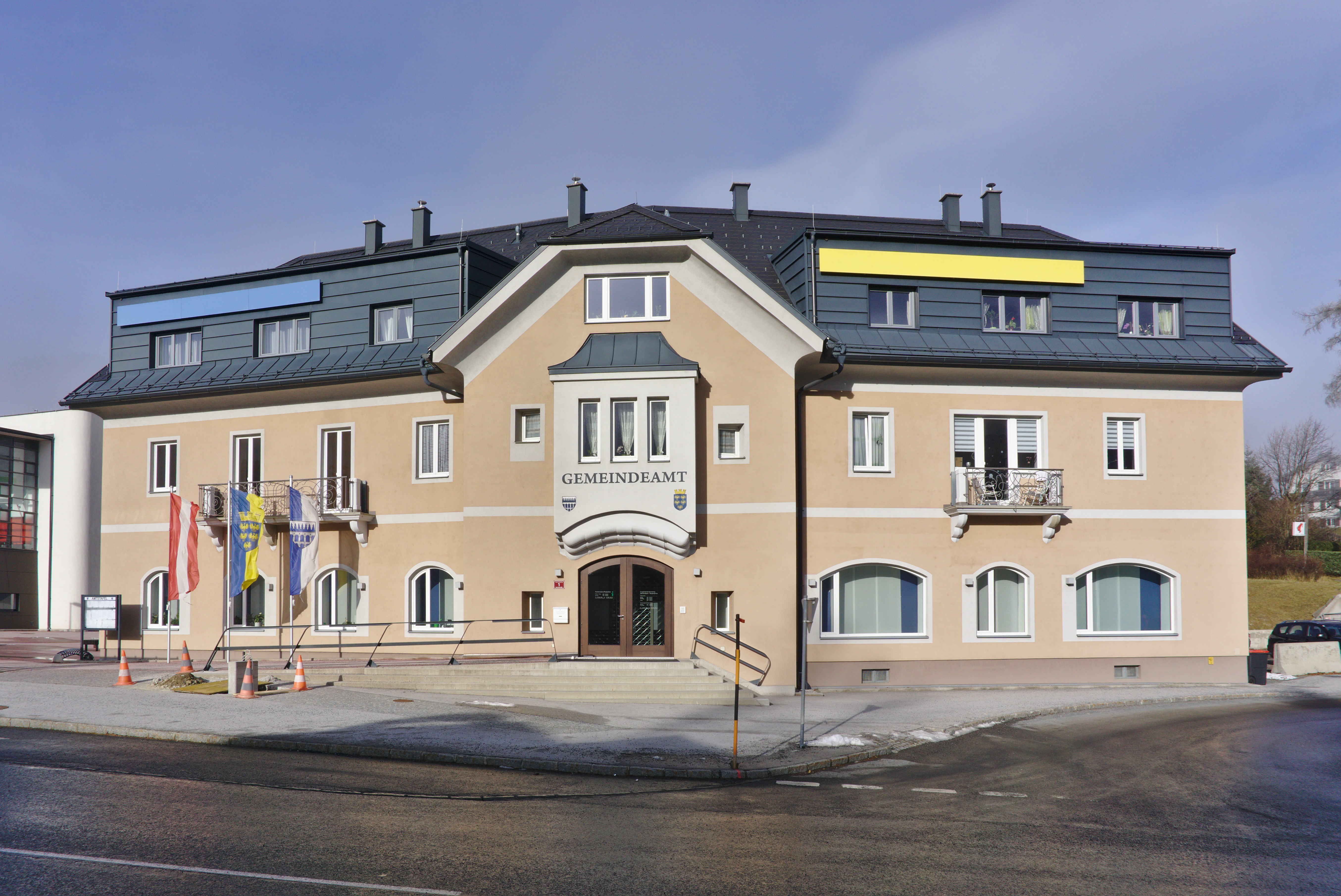
Gemeindeamt Semmering

### Gemeinderat
Der Gemeinderat hat 15 Mitglieder.
- Mit den Gemeinderatswahlen in Niederösterreich 1990 hatte der Gemeinderat folgende Verteilung: 13 ÖVP, und 2 SPÖ.
- Mit den Gemeinderatswahlen in Niederösterreich 1995 hatte der Gemeinderat folgende Verteilung: 11 ÖVP, 3 SPÖ, und 1 FPÖ.[9]
- Mit den Gemeinderatswahlen in Niederösterreich 2000 hatte der Gemeinderat folgende Verteilung: 11 ÖVP, 3 SPÖ, und 1 FPÖ.[10]
- Mit den Gemeinderatswahlen in Niederösterreich 2005 hatte der Gemeinderat folgende Verteilung: 11 ÖVP, 3 SPÖ, und 1 FPÖ.[11]
- Mit den Gemeinderatswahlen in Niederösterreich 2010 hatte der Gemeinderat folgende Verteilung: 12 ÖVP, 2 SPÖ, und 1 FPÖ.[12]
- Mit den Gemeinderatswahlen in Niederösterreich 2015 hatte der Gemeinderat folgende Verteilung: 12 ÖVP, 2 SPÖ, und 1 FPÖ.[13]
- Mit den Gemeinderatswahlen in Niederösterreich 2020 hatte der Gemeinderat folgende Verteilung: 13 ÖVP und 2 SPÖ.[14]
- Mit den Gemeinderatswahlen in Niederösterreich 2025 hat der Gemeinderat folgende Verteilung: 12 ÖVP und 3 SPÖ.[15]

### Bürgermeister
- bis 2005 Norbert Steiner (ÖVP)
- 2005–2020 Horst Schröttner (ÖVP)
- seit 2020 Hermann Doppelreiter (ÖVP)

### Gemeindepartnerschaften
- seit 1994 mit der Gemeinde Silbertal in Vorarlberg

## Personen mit Bezug zur Gemeinde
- Franz Schönthaler (1821–1904), Bildhauer und erster Bauherr auf dem Semmering
- Franz von Neumann der Jüngere (1844–1905), Architekt und wesentlicher Mitgestalter der hiesigen Villenarchitektur
- Viktor Silberer (1846–1924), Bauherr, Grundstücksmakler und "König des Semmering"

## Historische Landkarten

Semmering und seine Umgebung in historischen Landkarten, um 1790 und um 1873
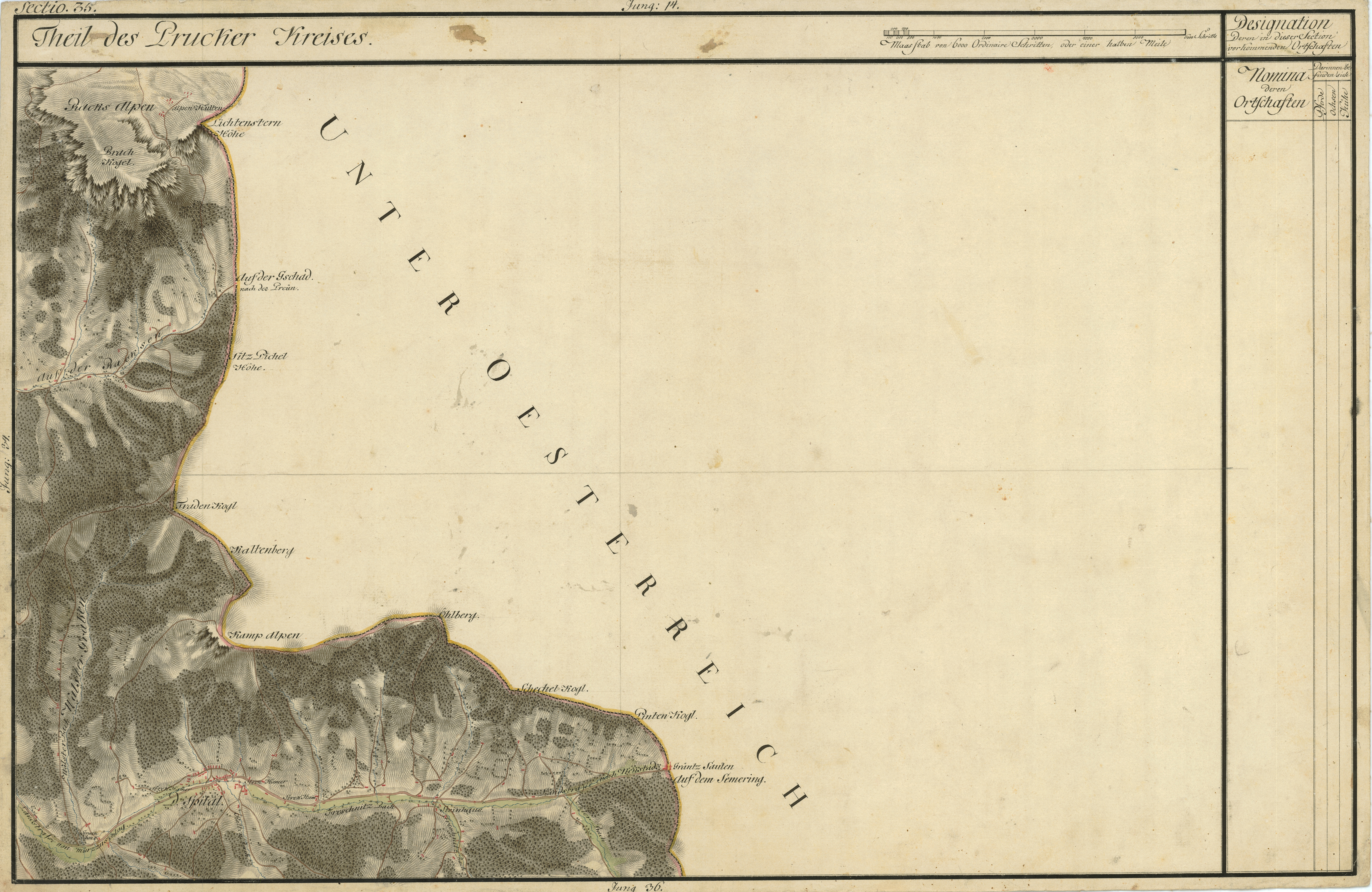
Steirische Seite des Semmering mit Steinhaus und Spital (unten Mitte), um 1790
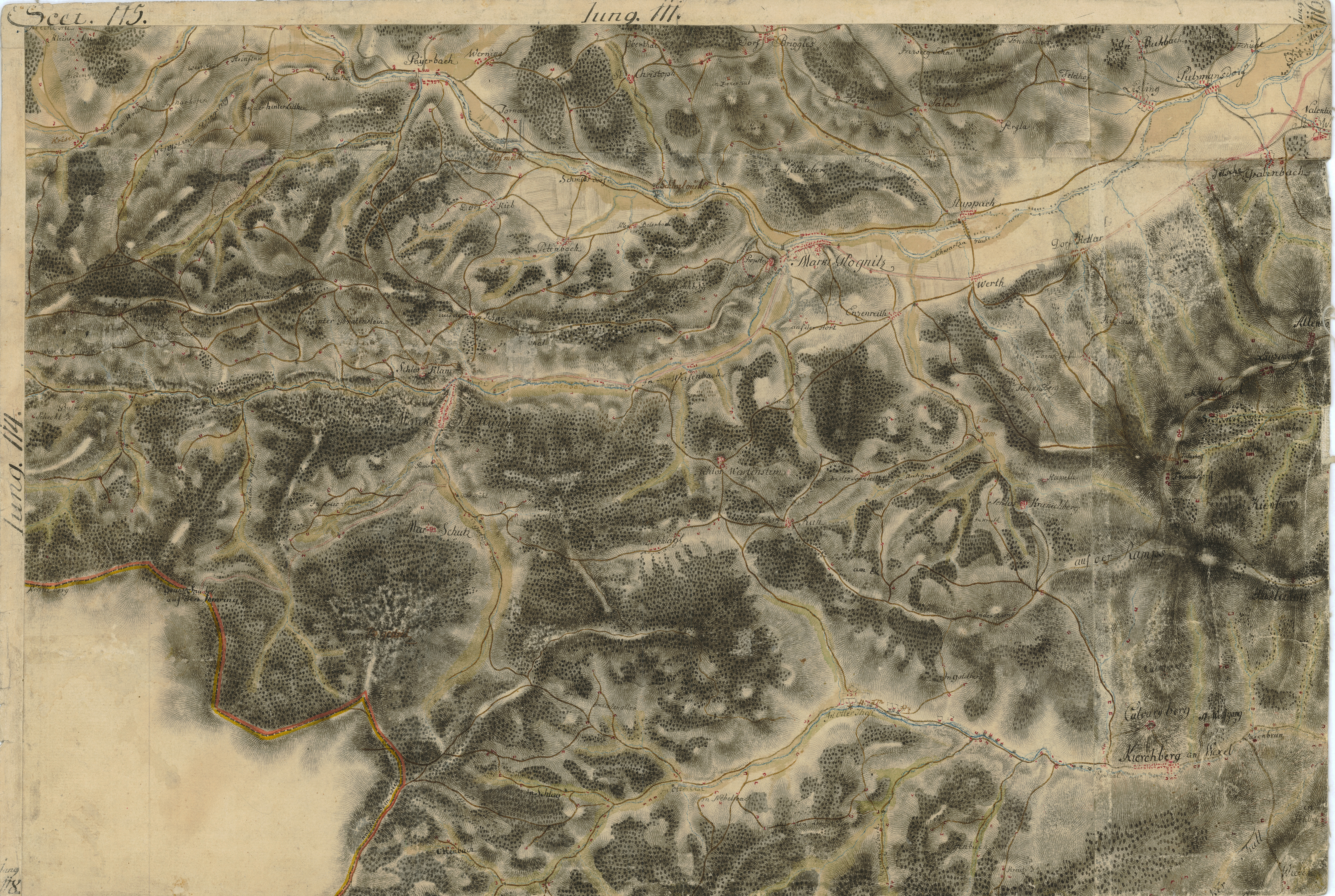
Niederösterreichische Seite mit Gloggnitz, Schottwien (links unten), um 1790
Steirische Seite, nördlicher Teil, mit Adlitzgräben und Preiner Gscheid, um 1873 (rechts unten)
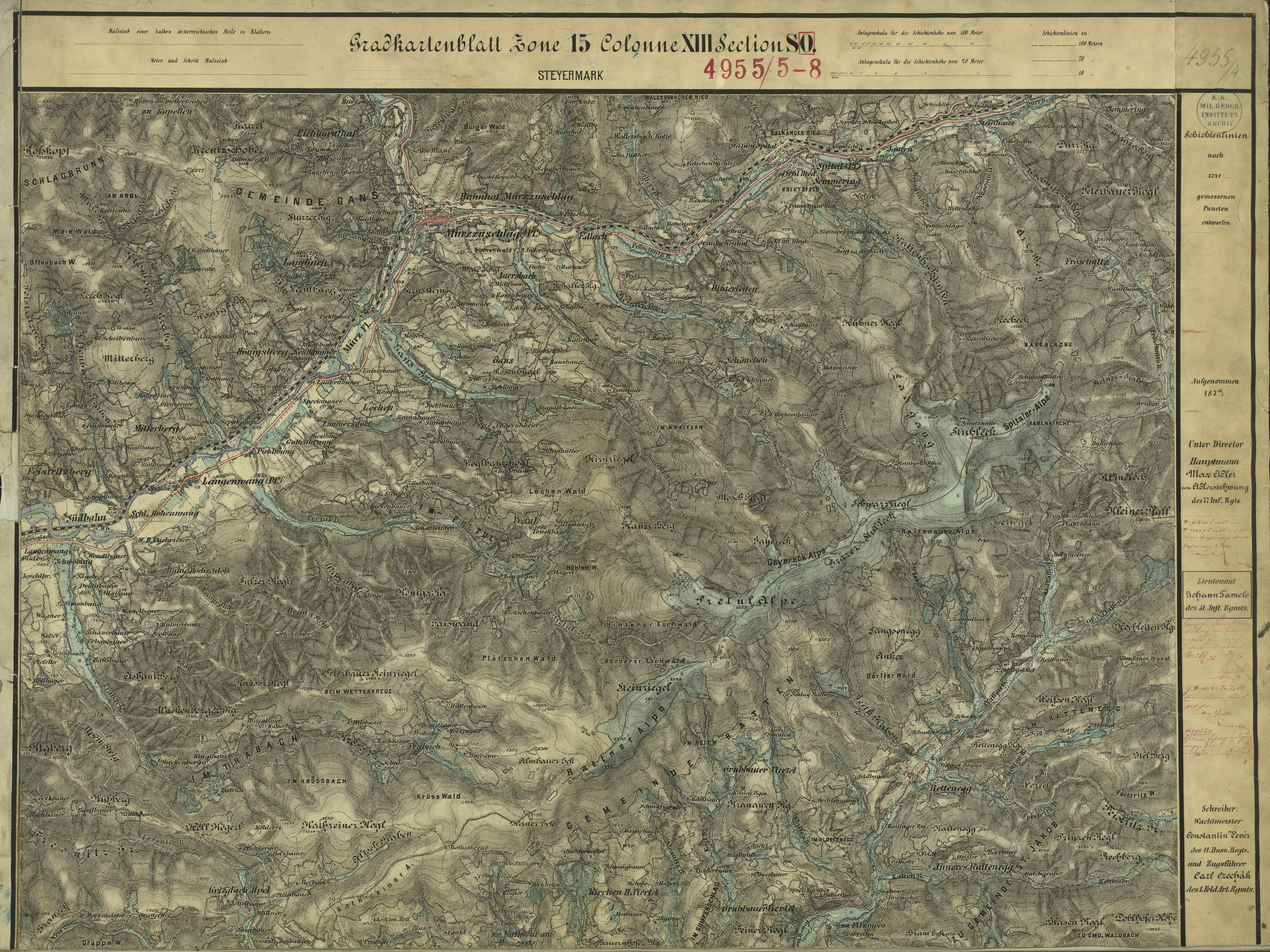
Steirische Seite, südlicher Teil, mit Steinhaus, Spital und Mürzzuschlag (rechts oben)
Niederösterreichische Seite, Bahn und Straße ausgebaut um 1873 (links unten)